# Materia medica
Materia medica (с лат. — «Лекарственные вещества», «Медицинские вещества») — название, подразумевавшее прежде всего фармакологию в самом широком смысле, то есть совокупность всех неорганических и органических, химических и нехимических, простых и сложных тел, служащих в качестве медикаментов или употребляемых для образования или приготовления последних.
Также под Materia medica понимали фармакогнозию — учение о роде, происхождении и приготовлении лекарственных средств, о методах их распознавания и фальсификации.
Под таким названием также известно несколько научных сочинений, среди которых одна из наиболее известных работ — Materia medica шведского натуралиста Карла Линнея, опубликованная в 1749 году и содержащая систематизированные сведения о лекарственных средствах растительного происхождения.